# Annitella sanabriensis
Annitella sanabriensis är en nattsländeart som först beskrevs av Gonzalez och Otero 1985.  Annitella sanabriensis ingår i släktet Annitella och familjen husmasknattsländor. Inga underarter finns listade i Catalogue of Life.